# Kreatin
 Denne artikel bør gennemlæses af en person med fagkendskab for at sikre den faglige korrekthed.

Kreatin er et stof, som findes i kroppens muskler. Menneskets krop er selv i stand til at syntetisere kreatin, men optager også en del gennem føden, primært fra kød og fisk. Kreatin lagres i skeletmuskulaturen, hvor det bidrager til en mere effektiv anaerob energiomsætning, således at man kortvarigt er i stand til at yde et mere eksplosivt arbejde. Studier viser, at doser i 5-10 gram/dag over 1-2 måneder har en svag anabolsk effekt selv uden vægttræning. Desuden viser store forsøg med kontrolgruppe at kreatin øger præstationsevnen i forbindelse med kortvarigt, eksplosivt arbejde op imod 5-10%.[kilde mangler]
Siden starten af halvfemserne er kreatin i kunstig form blevet et populært middel blandt andet indenfor vægttræning; det kan fås både i pilleform og som pulver. Virkningen af dette kosttilskud har været meget omdiskuteret, blandt andet fordi ikke alle mennesker reagerer på tilskuddet. Dette skyldes at nogle mennesker har et naturligt højt indhold af kreatin i depoterne, hvorfor der ikke kan fyldes mere på disse depoter. Disse kaldes non-responders, og omfatter 10-30% af befolkningen.
Kreatinfosfat binder vand i musklerne, så ved anvendelse af kosttilskuddet vil man ofte opleve en vægtforøgelse på 1-7 kg i anvendelsesperioden. 
Man taler typisk om to forskellige måder at indlede brugen af kreatintilskud. Den ene består af at begynde at tage stoffet i normale mængder hver dag, hvorefter koncentrationen i musklerne langsomt vil stige. Den anden metode består i at indlede med en såkaldt "loading-fase" hvor man f.eks. den første uge, indtager ca. 4 gange så meget som normalt, hvorved koncentrationen vil stige hurtigere, og man vil dermed få mere ud af tilskuddet. Den endelige koncentration af kreatin, menes dog at blive en smule lavere, ved brug af en loading-fase.
Når man indtager kreatin som kosttilskud, så bliver man over tid tolerant overfor kreatin, og kroppens evne til at lagre kreatin ude i musklerne falder. Det er derfor en god idé, at man efter 2-3 måneders brug tager en pause på en måned, så kroppens evne til at lagre kreatin gendannes. Der er altså tale om en 100 % reversibel effekt.

## Bivirkninger
Der er ikke dokumenteret nogle bivirkninger ved selv høje doser af kreatin, om end der er sporadiske rapporter om leversvigt i forbindelse med kreatin-forsøg på rotter. Dette understøttes ikke af dobbeltblindforsøg med kontrolgruppe. Der er heller ikke dokumenteret bivirkninger i forbindelse med langvarig brug – alligevel anbefales det at holde minimum et par ugers pause efter hver "kur" af 1-3 måneders varighed. Dette er mest fordi kroppens egenproduktion langsomt aftager, hvilket dog er fuldt reversibelt.
En dokumenteret bivirkning ved kreatinindtagelse er, at det øger kropsvægten pga. en øget væsketilbageholdelse i musklerne.
Det øger dog risikoen for kompartment-syndrom, så personer, der har tendens til kompartment-syndrom bør afholde sig fra kreatinindtagelse.

## Andre typer
Der findes efterhånden en lang række andre typer kreatin end det almindelige Kreatin-phosphat-monohydrat. Effekten af disse er omdiskuteret.[kilde mangler]
Nogle af kreatin-variationerne er:
- Kreatin-ethyl-ester
- Kreatin-phosphat-ester
- Tri-kreatin-phosphat
- Kreatin-phosphat-malate